# Aeroportul Internațional Deputado Luís Eduardo Magalhães
Aeroportul Internațional Deputado Luís Eduardo Magalhães (IATA: SSA, ICAO: SBSV) este un aeroport din Salvador, Bahia, Brazilia ce deservește zona Salvador. Aeroportul a fost tranzitat în 2022 de 6.504.908 pasageri. A fost deschis în 1925 și numit după Luís Eduardo Magalhães⁠(d).
Situat la o altitudine de 20 m, aeroportul dispune de 1 pistă. Este operat de Vinci Airports⁠(d).

## Infrastructură

### Piste
Aeroportul dispune de o singură pistă. Pista 10/28 are suprafața de asfalt și dimensiunile 3.003 m × 45 m. 

### Terminale
Aerogara are în componență 1 terminal, Manifestações Culturais da Bahia⁠(d). 